# NGC 5497
NGC 5497 (również PGC 50610 lub UGC 9069) – galaktyka spiralna z poprzeczką (SBb), znajdująca się w gwiazdozbiorze Wolarza. Odkrył ją Édouard Jean-Marie Stephan 11 maja 1882 roku.